# Raucheck
Das Raucheck ist mit 2430 m ü. A. der höchste Berg im Tennengebirge in den Nördlichen Kalkalpen. Es bricht nach Süden mit bis zu 1000 Meter hohen Felswänden ins Tal der Salzach ab, während seine Nordseite über das weitläufige Plateau relativ flach ins karge Pitschenbergtal mit dem Leopold-Happisch-Haus abfällt.

## Lage
Das Raucheck steigt im Südwesten des Tennengebirges östlich des Lehnenden Steins und westlich des Werfener Hochthrons am Rand des ausgedehnten Karstplateaus auf. Von seinem höchsten Punkt mit Gipfelkreuz bietet sich ein ausgezeichnetes Panorama, am schönsten ist die Aussicht zum gegenüber liegenden Hochkönig, auf die restlichen Berchtesgadener Alpen und nach Süden zu den Hohen Tauern, beispielsweise zum Ankogel. Beachtlich ist der Höhenunterschied, den das Raucheck gegenüber Werfen im Salzachtal aufweist. Dazwischen liegen 1900 Höhenmeter. Aufgrund seiner Lage und des abgeflachten Plateaus ist der Gipfel bei Paraglidern beliebt für Zwischenlandungen und Neustarts.

## Routen
Das Raucheck ist wie die meisten übrigen Berge im Tennengebirge leicht und ohne Kletterei zu ersteigen. Für eine Besteigung sind dennoch Trittsicherheit, Schwindelfreiheit, gute Kondition und alpine Erfahrung notwendig. Unerwartete Gefahren, etwa Verirren bei Nebel oder plötzliches Unwetter machen das Tennengebirge zu einem gefürchteten Gebiet unter Bergsteigern. Selbst an schönen Sommertagen wird das Raucheck nicht besonders stark besucht, obwohl mehrere Hütten nicht weit entfernt liegen. Die wichtigsten Routen sind:
- Von der Wengerau, Gehzeit: fünf Stunden, Höhenunterschied: 1500 Meter

Die landschaftlich sehr schöne Route beginnt in der Wengerau bei Werfenweng. Der Anstieg führt über die Elmaualm zunächst zur Werfener Hütte. Eine dortige Nächtigung ist sinnvoll und am nächsten Tag folgt der schwierige Aufstieg über die Thronleiter und das Throntal auf das Plateau. Ein kurzer Abstecher zur Edelweißerhütte ist möglich. Vorbei am Hiefler gelangt man schließlich von Norden auf den Gipfel des Rauchecks, durchgehend markiert und im Throntal (I nach UIAA) mit Eisenleiter und Drahtseilen gesichert.
- Vom Mahdegg, Gehzeit: vier Stunden, Höhenunterschied: 1300 Meter

Der kürzeste und klassische Weg, welcher weitgehend steil und anstrengend ist, beginnt am Unterholzbauern knapp unterhalb der Mahdegg-Alm. Der Aufstieg führt über den Eiskeller und das Fieberhornkar zur Griesscharte und weiter auf das Plateau. Ein kurzer Abstecher zur Edelweißerhütte ist möglich. Vorbei am Hiefler gelangt man schließlich von Norden auf den Gipfel des Rauchecks, durchgehend markiert und an den schwierigen Stellen (I nach UIAA) mit Drahtseilen gesichert.
- Von der Eisriesenwelt, Gehzeit: vier Stunden, Höhenunterschied: 900 Meter

Dem Höhenunterschied nach der leichteste Weg, der Schwierigkeit nach jedoch der anspruchsvollste. Vom Dr.-Friedrich-Oedl-Haus nahe der Eisriesenwelt geht es auf dem Hochkogelsteig (II nach UIAA, aber gesichert) zu einer Jagdhütte auf dem Plateau. Danach rechts weiter (nicht zum Leopold-Happisch-Haus absteigen) und über einen langen Höhenrücken vorbei am Lehnenden Stein zuletzt von Norden auf den Gipfel des Rauchecks. Durchgehend markiert und an schwierigen Stellen gesichert.